# Albert Ziegler
Albert Ziegler (n. 9 aprilie 1888, Codlea, Imperiul Austro-Ungar – d. 1946, Halle, Germania) a fost primul pilot sas din Ardeal, constructor și instructor aviatic.

## Biografie
Albert Ziegler s-a născut ca fiu de țăran din Codlea, unde de copil își făcea din două umbrele mari un obiect zburător cu care sărea de pe clădiri. După școala primară a învățat meseria de lăcătuș. Ca ucenic a avut preocupări diverse. Printre altele a lucrat la un motor care trebuia să funcționeze fără benzină. De asemenea s-a ocupat cu telegrafia. Vrând să-și mărească cunoștințele a plecat în Elveția franceză, unde a lucrat în domeniul motoarelor. A fost și în Paris pentru o perioadă de doi ani. Începând cu anul 1908 a lucrat în domeniul aviatic la Berlin, definitivându-și formația tehnică și punând la punct o serie de proiecte: mai multe motoare premiate la concursuri internaționale, un autoturism amfibiu, un avion propriu etc.
În aprilie 1912 firma Siemens-Schuckert îi lăsase un spațiu cu scule și un motor de 50 CP pentru studii. Cu acest motor, Ziegler își construise primul său avion monoplan "Pfeilflugzeug" (avion săgeată), cu care a zburat cu succes.
Avionul lui fiind construit din materiale inferioare sau vechi, el nu putea să se folosească de experiența și știinta lui. Pentru realizarea dorințelori sale avea nevoie de un motor mai mare și bani mai mulți. Pentru 15.000 coroane, bani donați de către concetățenii săi, cumpărase un Etrich-Eindecker (monoplanor) cu un motor Mercedes de 120 CP, pe care voia să-l monteze în avionul său.
La 28 noiembrie 1913 a obținut licența de pilot, constructor și instructor aviatic pe aerodromul Johannistal din Berlin, după care a revenit în Transilvania.
La 6 săptămâni după tragicul accident al lui Aurel Vlaicu, Ziegler doboară deasupra Măgurei Codlei recordul de înălțime, ajungând la 3.000 m altitudine. În 4 și 7 decembrie 1913 o mulțime de oameni s-au adunat în Sibiu pentru a-i urmări zborul. De asemenea, pe 17 decembrie 1913 la Bistrița, respectiv pe 21 decembrie la Mediaș. Până la 16 iunie 1914 a zburat în avionul propriu de 35 de ori în Transilvania.
Din cauza izbucnirii Primului Război Mondial a trebuit să renunțe la o demonstrație aeriană deasupra orașului Reghinul Săsesc. În condiții de război și-a mutat aparatul de zbor în Austria, el însuși devenind pilot șef al Fabricii de Avioane Lloyd⁠(de)[traduceți] de la Aszód, lângă Budapesta.